# 艾敏帕夏
穆罕默德·艾敏帕夏（Mehmed Emin Pasha，1840年3月28日—1892年10月23日）本名爱德华·施尼策尔（Eduard Schnitzer），德国探险家、医生，曾担任埃属苏丹赤道省的总督，其对非洲地理、博物学、民族学和语言的研究做出了巨大贡献。

## 生平
出生于当时的普鲁士王国西里西亚省奥波莱（今属波兰），曾在布雷斯劳大学、柏林大学和柯尼斯堡大学等学校接受教育，并在柏林获得医学博士学位。早年偏爱动物学和鸟类学，后来成为一名纯熟的标本收集者，尤其是非洲植物和鸟类。24岁时前往国外工作，在奥斯曼帝国短暂行医后，1865年被任命为安蒂瓦里（Antivari，今黑山巴尔）的检疫医生。施尼策尔在此期间勤奋学习了土耳其语、阿拉伯语和波斯语。从1870年到1874年，他为阿尔巴尼亚北部的总督服务，采用了土耳其语的名字，并且实际上已被归化为土耳其人。
1875年，他游历了开罗和喀土穆，想找机会能够到非洲腹地旅行。次年，刚刚接替塞缪尔·贝克担任埃属苏丹赤道省总督的查理·乔治·戈登邀请他来到尼罗河上游的拉多，担任其专职医生。1878年戈登调离担任苏丹总督，其继任者因渎职被剥夺了职务，艾敏帕夏被选为赤道省总督。任内期间艾敏帕夏领导了一个开明的政府，走遍了省内各地，进行了广泛而有价值的调查，还结束了该地区的奴隶制。马赫迪起义爆发后，埃及于1884年放弃了苏丹，使得艾敏帕夏陷入孤立无援的境地。著名探险家亨利·莫顿·斯坦利率领探险队于1888年4月找到了孤立无援的艾敏帕夏，1889年4月10日，他和斯坦利以及大约1500人离开该地区，前往东非海岸，于1889年12月4日抵达巴加莫约（现坦桑尼亚）。以及大约1500人离开该地区，前往东非海岸，于1889年12月4日抵达巴加莫約（今属坦桑尼亚）。
德国政府请艾敏帕夏远征赤道非洲地区，以保护维多利亚湖和艾伯特湖以南的的领地。然而，远征开始后不久，英德就签署了《黑尔戈兰－桑给巴尔条约》，划分了两国势力范围。在失去原目标后，他于1891年5月越境进入刚果自由邦，准备前往西非海岸，途中被阿拉伯掠奴者杀害。